# Raionul Sadagura
Raionul Sadagura (în ucraineană Садгірський район) a fost unul din cele trei raioane orășenești ale orașului Cernăuți din Ucraina, cu reședința în orașul Cernăuți. A fost înființat în anul 1965, fiind inclus în componența RSS Ucrainene. Începând din anul 1991, acest raion face parte din Ucraina independentă. 
Acest raion avea o suprafață de 89,08 km² și o populație de 28.227 locuitori (2004), în mare majoritate de naționalitate ucraineni. 
Înainte de ocuparea Basarabiei și Bucovinei de nord de către Uniunea Sovietică în 1940, teritoriul său a făcut parte din județul Cernăuți.
Cele trei raioane ale orașului Cernăuți au fost desființate la 1 ianuarie 2016, prin Hotărârea nr. 1542 din 26 martie 2015 a Consiliului Orășenesc Cernăuți.

## Geografie
Raionul Sadagura ocupă partea de nord a orașului Cernăuți, iar denumirea sa provine de la fostul oraș Sadagura (astăzi suburbie a Cernăuților). La crearea sa acest raion a încorporat, pe lângă orașul Sadagura, și satele Lențești, Șerăuții de Jos, Rohozna, Jucica Veche și Jucica Nouă.

## Cartiere
- Sadagura
- Lențești - sat încorporat în orașul Cernăuți în anul 1964

## Legături externe
- uc  Raionul Sadagura Arhivat în 23 noiembrie 2014, la Arhiva Web Portugheză - site oficial
- uc  Situl Radei Supreme a Ucrainei - Raionul Sadagura